# 乔治国王号驱逐舰
乔治国王号（希臘語：ΒΠ Βασιλεύς Γεώργιος）是希腊皇家海军于第二次世界大战前建造的两艘乔治国王级驱逐舰的首舰。作为海军驱逐区舰队的旗舰，它曾参与1940－1941年的希意战争，在亚得里亚海为船队提供护航并袭击意大利航运。1941年轴心国入侵希腊期间，正处于维修状态的乔治国王号沉没，因当时其所在的浮式旱坞纷纷自行凿沉或遭德国飞机击沉。该舰后来被德国人打捞上岸并修复，于1942年将其命名为ZG-3号（德語：ZG 3）投入纳粹德国海军服役，之后进一步更名为赫耳墨斯号（Hermes）。他们通常使用该舰护送船队往返于北非和爱琴海诸岛。此外，德国人偶尔也会用它来布设水雷、运送部队和物资。当赫耳墨斯号移驻地中海中部后，曾于1943年4月下旬击沉1艘英国潜艇，继而约一周后被盟军飞机炸残。该舰遂被拖到突尼斯，在5月初盟军占领当地之前不久作为阻塞船被凿沉。盟军将沉船重新浮起，于战后拆解报废。

## 设计
乔治国王级是从英国G级驱逐舰改造而来，采用德国火炮和火控系统。它们的水线长和全长分别为98.5米和101.2米，有10.4米的舷宽以及最大3.23米吃水深度；舰只的设计排水量为1,414吨，满载时则可达2,088吨。它由两台帕森斯齿轮传动蒸汽轮机提供动力，各负责驱动一副三叶螺旋桨。蒸汽则由三台亚罗三汽包锅炉供应，其运行压力为16標準大氣壓（1,621千帕斯卡）。动力装置可输出34,000匹軸馬力（25,000千瓦特）的功率，设计航速为36節（67每小時），但在1938年10月30日的海试中，乔治国王号曾以35,109匹軸馬力（26,181千瓦特）的功率达到36.6節（67.8每小時）的最高速度，尽管当时它的武器尚未安装。舰只最多可贮存465吨重油，能够以19節（35每小時）的速度的巡航4,800海里（8,900）。它的标准船员编制为10名军官和215名水兵。不同于姊妹舰奥尔嘉王后号，乔治国王号的设计是可容纳多一位海军将领及其随员。
该舰的主炮为四门127毫米34式速射炮，架设在舰艛前、后带有炮挡的单装炮座上，形成背负式布局。防空武器则包括安装在舰舯的四门单座37毫米30式速射炮和两挺维克斯.50重机枪。此外，乔治国王号在水上部分的两个四联装动力操纵式底座上安装有八具533毫米鱼雷发射管。它还设有两个深水炸弹发射器和一个可放置17枚深水炸弹的独立挂架。

## 历史

### 希腊役期

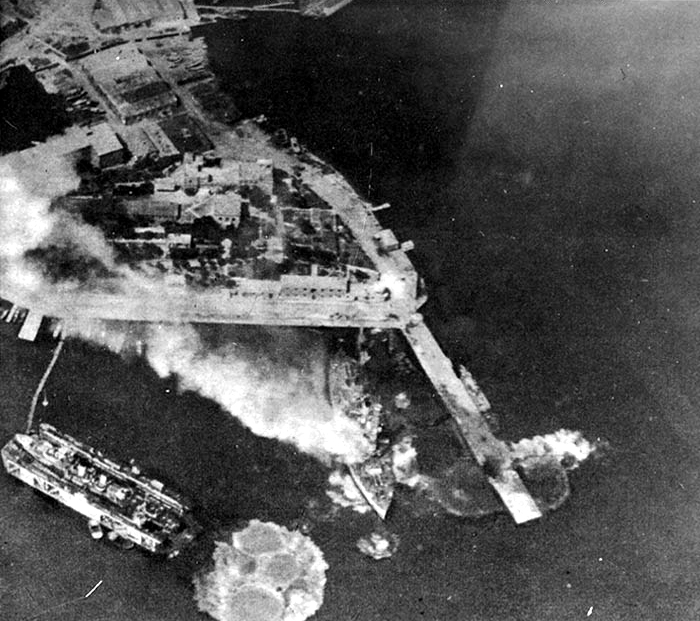
1941年4月，德军空袭萨拉米斯海军基地的航拍图。乔治国王号位于左下方的浮式旱坞内

1937年1月29日，作为海军重整军备计划的一部分，希腊皇家海军订购了乔治国王级驱逐舰。该计划包括一艘轻巡洋舰和至少四艘驱逐舰，其中两艘在英国建造，另外两艘将在希腊建造。首舰乔治国王号随即于同年2月在苏格兰斯科茨敦的亚罗船厂铺设龙骨，1938年3月3日下水，并在希腊完成舾装后于1939年2月15日交付使用。在新的轻巡洋舰完工之前，它成为希腊驱逐区舰队司令、海军中校皮洛士·拉帕斯的旗舰。
1940年8月15日，当意大利潜艇海豚号在蒂诺斯岛附近的一次偷袭中击沉老旧的防护巡洋舰埃利号之后，乔治国王号及其姊妹舰奥尔嘉王后号被派往当地护送本国商船归家。在希意战争期间，它奉命继续为船队提供护航，并先后于1940年11月14日至15日夜间和1941年1月4日至5日夜间参与了对奧特朗托海峽意大利航运线的袭击，但未能发现任何船只。3月1日，这两艘姊妹舰又负责将希腊政府的黄金储备运送到克里特岛。
在1941年4月6日德国入侵希腊后，两艘姊妹舰开始为途经克里特岛往返于希腊和埃及间的船队提供护航。4月12日至13日，当乔治国王号驻泊在萨罗尼科斯湾的索菲科湾时，遭到德国飞机袭击，对方炸弹的近距脱靶造成严重破坏，并导致的大面积进水。尽管严重侧倾，该舰还是设法驶抵萨拉米斯海军基地，并被送入浮式旱坞。至4月20日，为避免落入敌手，浮式旱坞连同仍在里面未及修复的驱逐舰都被希腊人自行凿沉。

### 德国役期
尽管如此，德国人还是成功将其打捞上岸并拖至比雷埃夫斯的日耳曼尼亚船厂完成修复，于1942年3月21日以ZG-3号之名入列纳粹德国海军，其中“Z”代表驱逐舰（Zerstörer），“G”代表希腊（Griechenland）。它隶属海军南部集团司令部暨爱琴海海军司令管辖，是当时德国驻地中海的最大型军舰和唯一一艘驱逐舰，首任舰长为海军中校罗尔夫·约翰内松。德国人对该舰的改动并不多，只是将37毫米炮减少为两门，并将防空重机枪替换成五门单座20毫米38式高射炮。两具鱼雷发射管可能也被移除。舰上还安装了德国的布雷导轨、无线电和“S装置”声呐系统。
完成战备训练后，ZG-3号于5月30日开始服役，但原定于6月1日执行的首次护航任务被取消。6月24日至25日，它才开始为一支前往克里特岛苏达湾的小型运兵船队提供护航，两天后返回希腊的比雷埃夫斯。7月2日至3日，该舰又在锡罗斯岛附近协助布设雷区。在当月余下的时间里，ZG-3号还护送了希腊或克里特岛至北非之间的两支船队，并于月中接受了短暂的检修。8月5日，该舰护送受损的德国潜艇U-97号返回萨拉米斯岛。其下一项任务是为前往利比亚的图卜鲁格的船队提供护航，但月中被英国前往马耳他的“底座行动”打断，然后它于8月19日至20日将受损的U-83号潜艇拖到萨拉米斯岛。两天后，该舰更名为“赫耳墨斯”号。在接下来的几个月里，它主要护送往来于希腊、克里特岛和图卜鲁格之间的船队，偶尔也会中断任务以掩护正在布设的雷区。之后，赫耳墨斯号完成了锅炉清洁，舰载的37毫米炮也得到升级。10月23日，该舰重新投运，恢复护航工作，只将达达尼尔海峡以及爱琴海和佐泽卡尼索斯诸岛列为目的地。11月16日，它协助击沉了希腊潜艇特里同号。赫耳墨斯号的推进系统于1943年1月20日至2月19日进行检修，之后恢复护航任务直到3月底。在此期间，它护送的船队没有损失任何一艘船。
到了1943年3月，轴心国军队已被限制在突尼斯北部，德国海军遂命令赫耳墨斯号于3月30日调往意大利南部，以保护通往突尼斯的补给线。在时任舰长、海军中校库尔特·雷歇尔的指挥下，该舰于4月4日抵达意大利的萨莱诺。4月19日至20日，它与一组意大利驱逐舰共同在西西里岛南部布设了雷区。翌日，赫耳墨斯号在那不勒斯附近发现英国潜艇辉煌号，进而实施长达四十五分钟追击；它共投掷了三轮共41枚深水炸弹；潜艇试图潜到150米深的水下躲避，但最后11枚深水炸弹导致其耐压壳体渗漏，被迫浮出水面。雷歇尔随即用火炮向辉煌号开火，造成对方18名船员阵亡、指挥官受伤，并在潜艇沉没前救出20名幸存者。4月25日至26日，该舰连同两艘意大利驱逐舰一起向突尼斯运送部队和补给品。三天后，它与两艘意大利驱逐舰再度进行补给运输，却在卡本半岛附近遭到盟军飞机的袭击。两艘随行的意大利驱逐舰被击沉，赫耳墨斯号的推进装置也因近距脱靶造成的伤害而严重受损。它被拖到突尼斯港口拉古莱特，并于5月7日在港湾入口处作为阻塞船被凿沉。第二天，该舰的数名船员在突尼斯的岸上作战中丧生，其他人要么被盟军俘虏，要么被疏散到西西里岛的特拉帕尼。雷歇尔于7日前往西西里岛，据称是去报告其舰只的损失情况。盟军为清理航道而将赫耳墨斯号的残骸重新打捞上岸，至战后拆解报废。